# Joel Hall
Joel Josué Hall Martínez (San José, 14 de agosto de 1990) jugador profesional de fútbol actualmente se encuentra sin equipo.

## Trayectoria
Debutó en la Primera División con la Universidad de Costa Rica en el Torneo Invierno 2009 jugando un partido ante el Santos de Guápiles.
En ese partido ingresó de cambio en el minuto 75 por Bill González y anotó en el minuto 89 el tercer tanto de la victoria académica 3-0.

## Clubes
| Club                      | País       | Año         |
| ------------------------- | ---------- | ----------- |
| Universidad de Costa Rica | Costa Rica | 2009 - 2014 |
| Barrio México             | Costa Rica | 2014 - 2015 |
| Saprissa de Corazón       | Costa Rica | 2015        |